# ATP Nizza 1987
L'ATP Nizza 1987 è stato un torneo di tennis giocato sulla terra rossa. È stata la 16ª edizione del torneo, che fa parte del Nabisco Grand Prix 1987. Si è giocato a Nizza in Francia dal 13 al 19 aprile 1987.

## Campioni

### Singolare maschile
Kent Carlsson ha battuto in finale  Emilio Sánchez con il punteggio di 7–6, 6–3

### Doppio maschile
Emilio Sánchez /  Sergio Casal hanno battuto in finale  Claudio Mezzadri /  Gianni Ocleppo con il punteggio di 6–4, 6–3